# Diabrotica arcuata
Diabrotica arcuata là một loài bọ cánh cứng trong họ Chrysomelidae. Loài này được Baly miêu tả khoa học năm 1859.